# Béligneux
Béligneux est une commune française, située dans le département de l'Ain en région Auvergne-Rhône-Alpes. Le village est situé sur le coteau de la Côtière alors que deux de ses importants hameaux sont situés sur la plaine : la Valbonne (partagé avec Balan) et Chânes.
Ses habitants sont appelés les Bélignards et les Bélignardes.

## Géographie

### Situation
Commune du canton de Montluel, sur la Côtière de la Dombes, à 30 kilomètres au nord-est de Lyon. La commune comprend le village de Béligneux lui-même, une partie du village de la Valbonne au pied de la colline (l'autre partie se trouve sur la commune voisine de Balan) et le hameau de Chânes où se trouvent une chapelle du XVe siècle ainsi qu'un circuit d'essais de Renault Trucks.

### Climat
Pour des articles plus généraux, voir Climat d'Auvergne-Rhône-Alpes et Climat de l'Ain.
En 2010, le climat de la commune est de type climat océanique altéré, selon une étude du CNRS s'appuyant sur une série de données couvrant la période 1971-2000. En 2020, Météo-France publie une typologie des climats de la France métropolitaine dans laquelle la commune est dans une zone de transition entre le climat semi-continental et le climat de montagne et est dans la région climatique Bourgogne, vallée de la Saône, caractérisée par un bon ensoleillement (1 900 h/an), un été chaud (18,5 °C), un air sec au printemps et en été et des vents faibles.
Pour la période 1971-2000, la température annuelle moyenne est de 11,8 °C, avec une amplitude thermique annuelle de 17,8 °C. Le cumul annuel moyen de précipitations est de 978 mm, avec 10,7 jours de précipitations en janvier et 7,3 jours en juillet. Pour la période 1991-2020, la température moyenne annuelle observée sur la station météorologique de Météo-France la plus proche, « Lyon-Saint-Exupery », sur la commune de Colombier-Saugnieu à 16 km à vol d'oiseau, est de 12,8 °C et le cumul annuel moyen de précipitations est de 862,5 mm,. Pour l'avenir, les paramètres climatiques de la commune estimés pour 2050 selon différents scénarios d'émission de gaz à effet de serre sont consultables sur un site dédié publié par Météo-France en novembre 2022.

## Urbanisme

### Typologie
Au 1er janvier 2024, Béligneux est catégorisée bourg rural, selon la nouvelle grille communale de densité à 7 niveaux définie par l'Insee en 2022.
Elle appartient à l'unité urbaine de Béligneux, une agglomération intra-départementale dont elle est ville-centre,. Par ailleurs la commune fait partie de l'aire d'attraction de Lyon, dont elle est une commune de la couronne,. Cette aire, qui regroupe 397 communes, est catégorisée dans les aires de 700 000 habitants ou plus (hors Paris),.

### Occupation des sols
L'occupation des sols de la commune, telle qu'elle ressort de la base de données européenne d’occupation biophysique des sols Corine Land Cover (CLC), est marquée par l'importance des territoires agricoles (52 % en 2018), une proportion sensiblement équivalente à celle de 1990 (51,4 %). La répartition détaillée en 2018 est la suivante : 
terres arables (40,8 %), milieux à végétation arbustive et/ou herbacée (18,1 %), zones urbanisées (13,3 %), forêts (12,7 %), zones agricoles hétérogènes (7,4 %), zones industrielles ou commerciales et réseaux de communication (3,8 %), prairies (3,8 %), mines, décharges et chantiers (0,1 %).
L'évolution de l’occupation des sols de la commune et de ses infrastructures peut être observée sur les différentes représentations cartographiques du territoire : la carte de Cassini (XVIIIe siècle), la carte d'état-major (1820-1866) et les cartes ou photos aériennes de l'IGN pour la période actuelle (1950 à aujourd'hui).

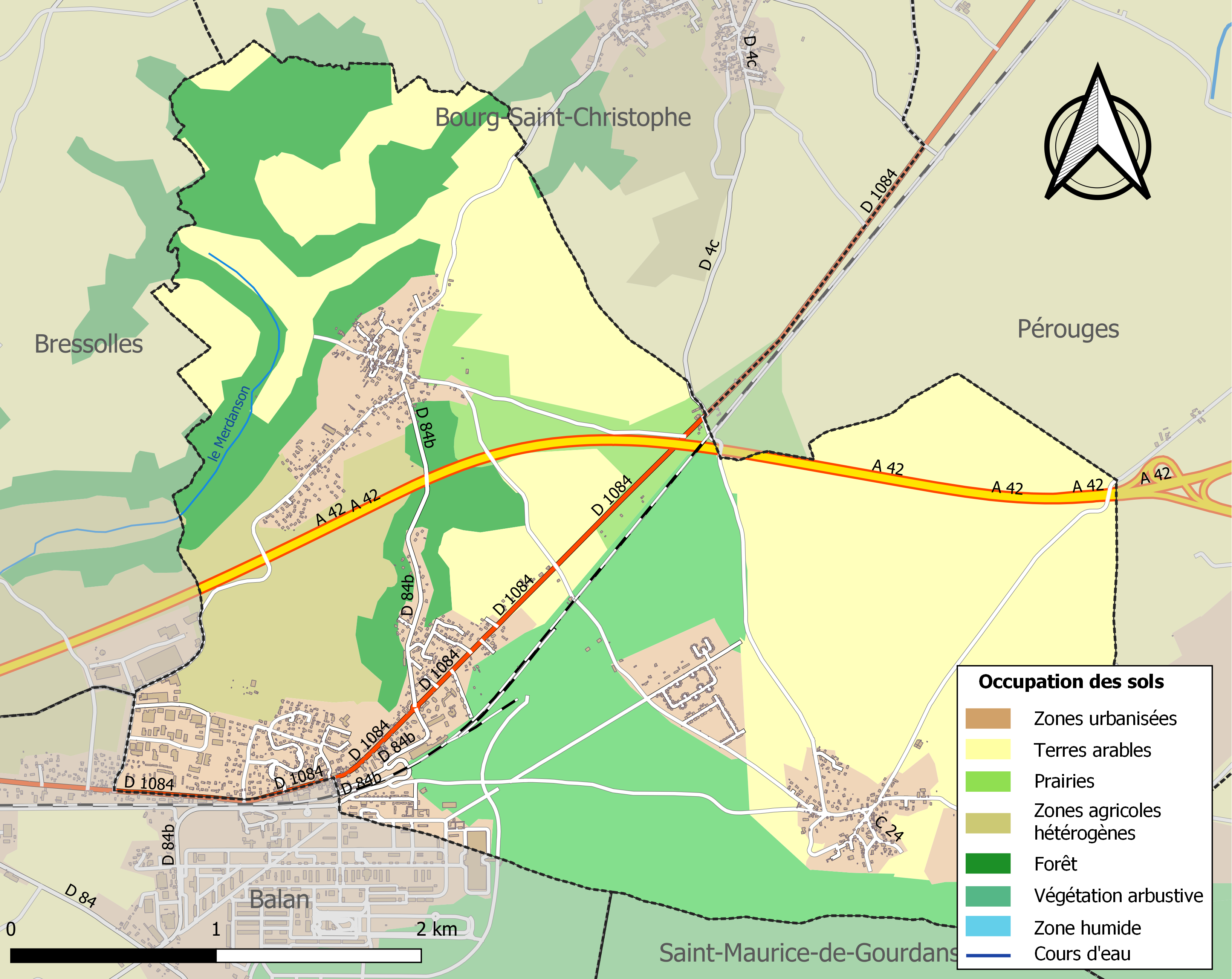
Carte des infrastructures et de l'occupation des sols de la commune en 2018 (CLC).

## Toponymie
Le nom de la localité est attesté sous les formes Biligneux et Biligniacus en 1269, en langue d'oïl sous la forme Beligneu vers 1325.
Ce toponyme dérive de l’anthroponyme latin Belinus.

## Histoire

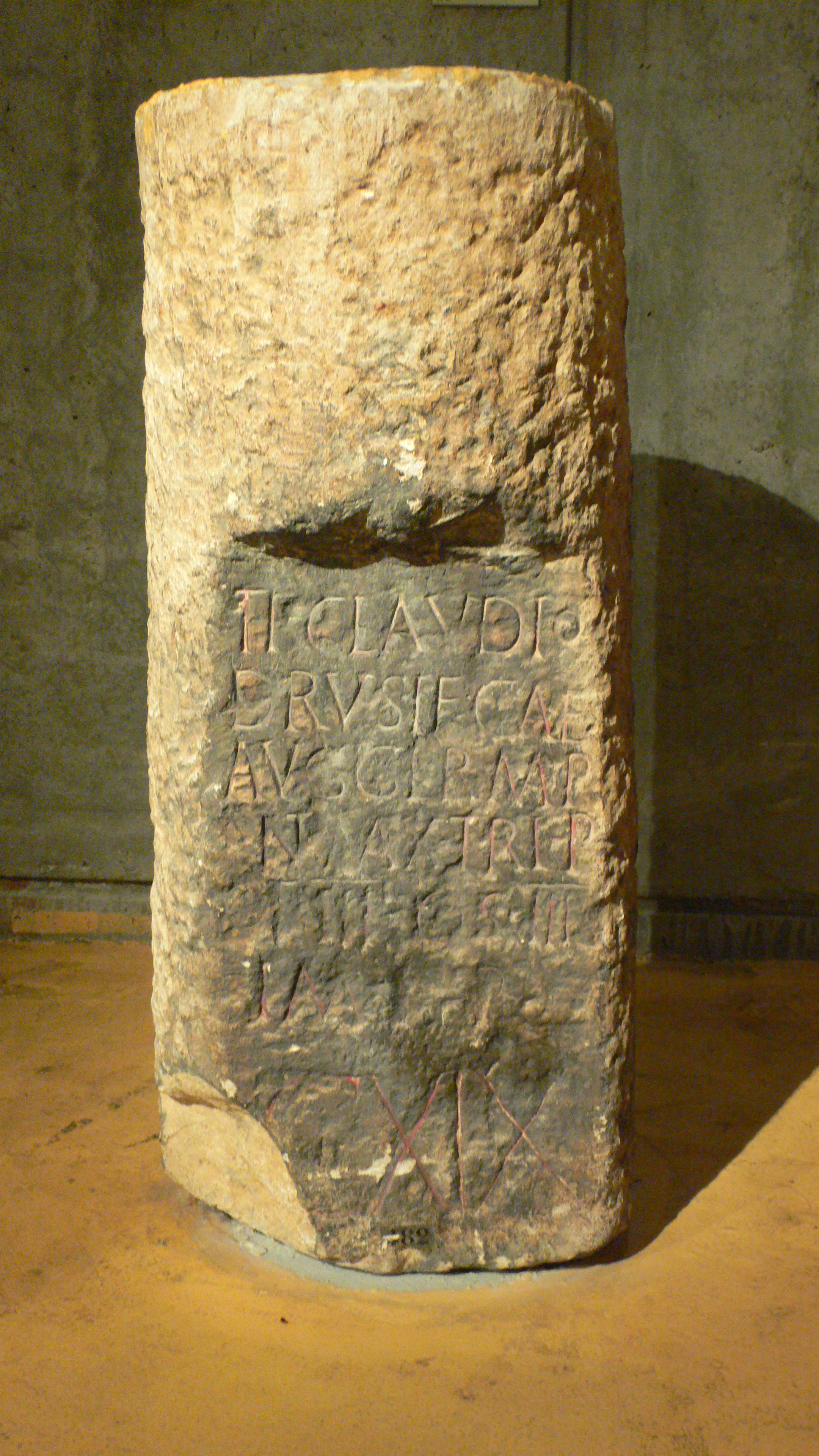
Borne milliaire romaine d'époque claudienne trouvée au lieu-dit Quincieux à Béligneux. Conservée au musée gallo-romain de Fourvière à Lyon ; CIL XVII² 144.

Paroisse (Cimiterium Biligniaci, Bilignieu, Biligneu, Billigneu, Biligneux, Beleigneu, Belligneu) sous le vocable de saint Pierre. Le chapitre de Saint-Paul de Lyon nommait à la cure. Au commencement du XIIIe siècle ce chapitre reçut en don d'une dame nommée Gandelma, femme d'Aimon de Pomaret, une verchère sise dans le cimetière de Béligneux. En 1253, il acquit de Guy de Meximieux toute la directe qu'il avait sur les fonds de cette paroisse, et, en 1294, celle qu'y possédaient avec la moyenne justice, Thibaud de Versailleux et Beraud de Versailleux.
Les Templiers de Molissole (commanderie de Molissole, à Druillat) possédaient aussi à Béligneux des droits de fief, qui leur avaient été donnés, en novembre 1253, par Hugues Mouton, fils de Pierre Mouton.
Les revenus de la cure consistaient dans le tiers des dîmes, dans le produit de quelques terres et en une rente de 80 livres servie par le chapitre de Saint-Paul.
Comme seigneurie, Béligneux dépendit d'abord des seigneurs de Montluel. En 1317, Jean de Montluel reconnut le tenir du dauphin de Viennois.
Il était possédé, vers le milieu du XVIIe siècle, par François de Murard, seigneur de Montferrand, qui constitua cette terre en dot à Jérôme de Murard, son fils, lequel la légua à autre François de Murard, conseiller au parlement de Paris. Ce dernier en reprit le fief en 1694 et 1699 et la vendit, le 7 novembre 1740, à Pierre de Montherot, écuyer, dont la postérité en jouissait lors de la convocation des États-Généraux.

### Projets de modification du périmètre communal
Courant 1911, une pétition signée par des habitants des hameaux de Chânes, La Valbonne, Les Bains et celui de La Petite Dangereuse, est envoyée au sous-préfet de l'Ain à Trévoux ; elle réclame la création d'une nouvelle commune qui regrouperait ces quatre lieux-dits. Aucune suite sérieuse ne semble avoir été donnée à ce projet.
Le XXe siècle fut ponctué de projets de fusion de Balan et Béligneux pour notamment permettre que la Valbonne et son camp militaire ne soit pas dissociée entre deux communes. Ainsi en novembre 1942, Béligneux réclame le rattachement total de La Valbonne à son territoire ce qui lui est refusé, compte tenu du contexte historique, par la commune de Balan. Une tentative similaire échoue en décembre 1959. En mars 1968, la préfecture de l'Ain demande aux deux communes d'examiner un projet de fusion, qui sera à nouveau rejeté. Il en sera de même courant 1974.

## Politique et administration

### Jumelages
La commune a développé une association de jumelage avec :
- Ostfildern (Allemagne) depuis 1978[21].

| Ostfildern Béligneux |

## Population et société

### Démographie
L'évolution du nombre d'habitants est connue à travers les recensements de la population effectués dans la commune depuis 1793. Pour les communes de moins de 10 000 habitants, une enquête de recensement portant sur toute la population est réalisée tous les cinq ans, les populations de référence des années intermédiaires étant quant à elles estimées par interpolation ou extrapolation. Pour la commune, le premier recensement exhaustif entrant dans le cadre du nouveau dispositif a été réalisé en 2008.

En 2022, la commune comptait 3 484 habitants, en évolution de +5,13 % par rapport à 2016 (Ain : +5,15 %, France hors Mayotte : +2,11 %).
| 1793 | 1800 | 1806 | 1821 | 1831 | 1836 | 1841 | 1846 | 1851 |
| ---- | ---- | ---- | ---- | ---- | ---- | ---- | ---- | ---- |
| 390  | 361  | 476  | 483  | 495  | 524  | 527  | 572  | 572  |

| 1856 | 1861 | 1866 | 1872 | 1876 | 1881 | 1886 | 1891 | 1896 |
| ---- | ---- | ---- | ---- | ---- | ---- | ---- | ---- | ---- |
| 613  | 586  | 554  | 538  | 888  | 868  | 835  | 778  | 543  |

| 1901 | 1906 | 1911 | 1921 | 1926 | 1931 | 1936 | 1946 | 1954 |
| ---- | ---- | ---- | ---- | ---- | ---- | ---- | ---- | ---- |
| 654  | 666  | 687  | 479  | 479  | 531  | 518  | 563  | 880  |

| 1962  | 1968  | 1975  | 1982  | 1990  | 1999  | 2006  | 2008  | 2013  |
| ----- | ----- | ----- | ----- | ----- | ----- | ----- | ----- | ----- |
| 1 138 | 1 022 | 1 341 | 1 486 | 2 319 | 2 594 | 2 819 | 2 883 | 3 304 |

| 2018  | 2022  | - | - | - | - | - | - | - |
| ----- | ----- | - | - | - | - | - | - | - |
| 3 351 | 3 484 | - | - | - | - | - | - | - |

## Culture et patrimoine

### Héraldique
| Blason de Éligneux | Blason  | De gueules aux deux clefs d'or passées en sautoir les panetons en pointe. |
| Blason de Éligneux | Détails |                                                                           |

### Lieux et monuments
- Borne milliaire romaine d'époque claudienne trouvée au lieu-dit Quincieux à Béligneux. Conservée au musée gallo-romain de Fourvière à Lyon ; CIL XVII² 144.
- Camp militaire de la Valbonne et groupement de soutien de la base de défense expérimentale de la Valbonne.
- Église Saint-Pierre de Béligneux néo-gothique.
- Chapelle Saint-André (chapelle romane du XVe siècle) située sur le hameau de Chânes.

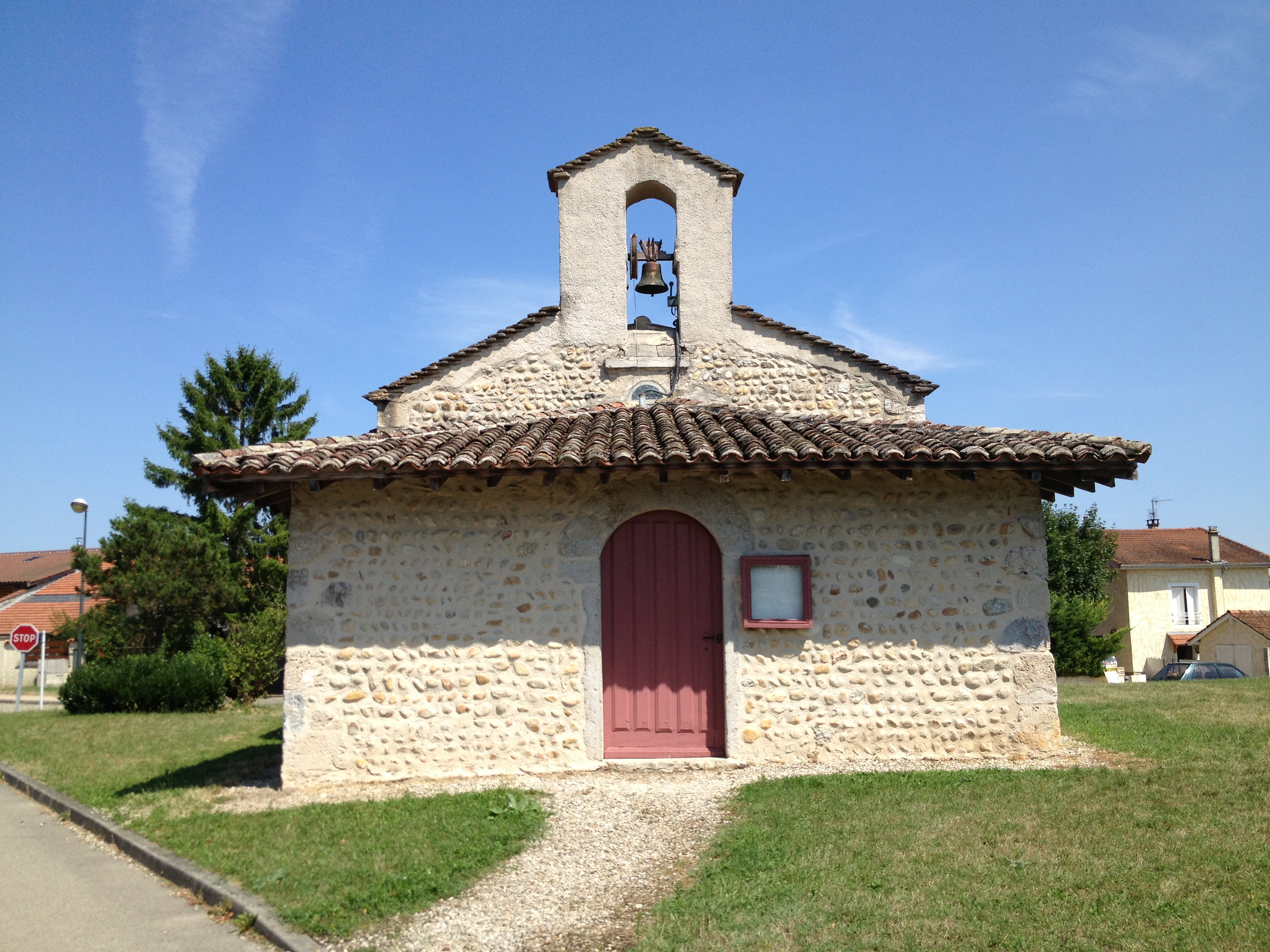
Vue de la chapelle de Chânes.
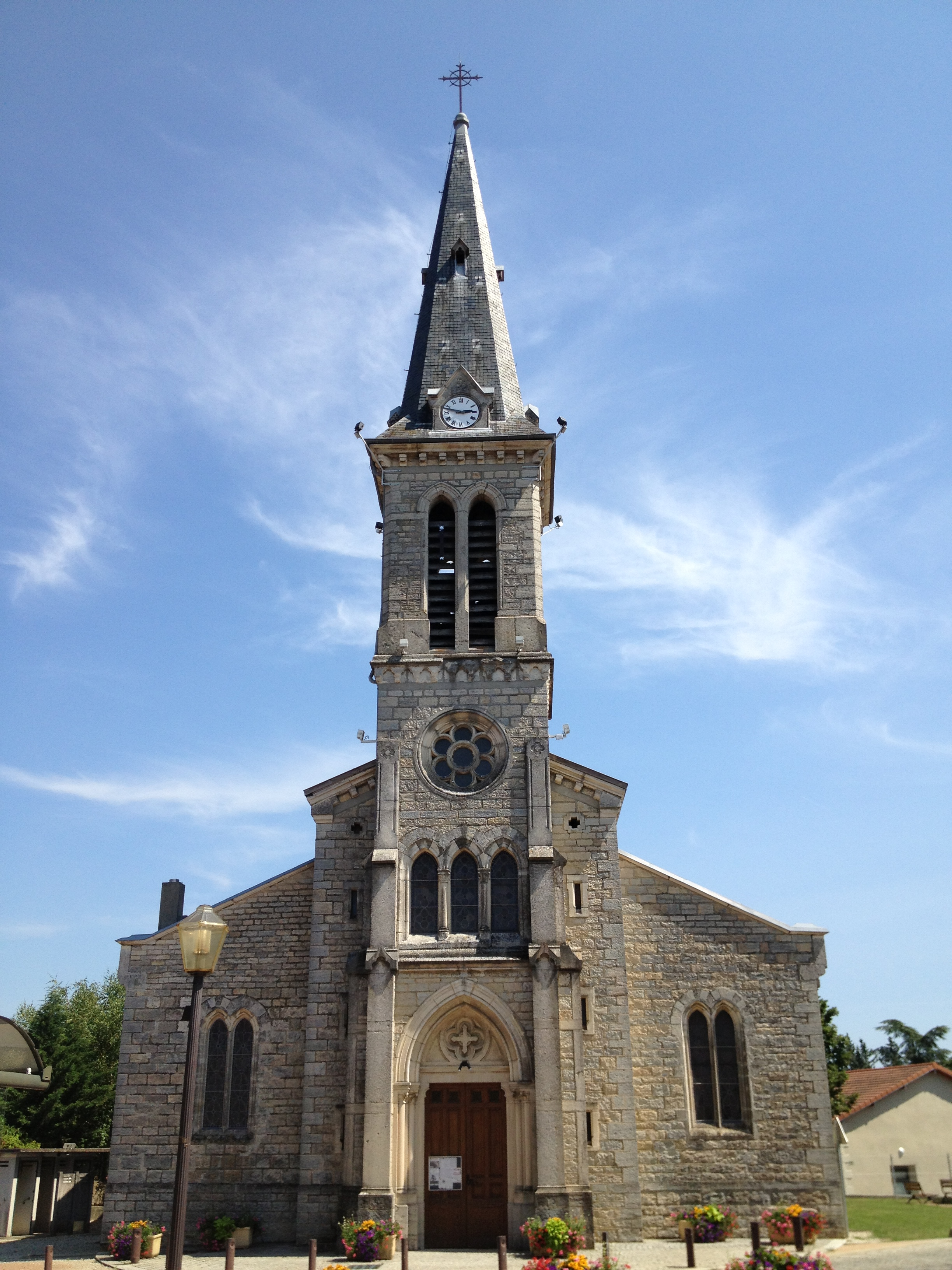
Église Saint-Pierre de Béligneux.

#### Patrimoine naturel
Le camp de la Valbonne est classé zone naturelle d'intérêt écologique, faunistique et floristique de type I sous le numéro régional no 01170001, il est aussi repris dans le réseau Natura 2000 comme zone de protection spéciale et site d'intérêt communautaire.